# David Mitchell
David Mitchell (n. 12 ianuarie 1969, Sefton, Anglia, Regatul Unit) este un scriitor britanic.

## Biografie
David Mitchell a crescut în Malvern (Worcestershire). A citit multe la o vârstă fragedă și a fost deosebit de entuziasmat de poveștile de aventură. La vârsta de 18 ani, Mitchell face o călătorie, împreună cu un prieten prin India și Nepal. Apoi își face studiile de literatură engleză și americană la Universitatea din Kent, urmând apoi un masterat de literatură comparată. Se mută în Sicilia și apoi în Japonia, la Hiroshima, unde ține cursuri de limba engleză timp de opt ani.

## Operă
Debutează cu romanul Ghostwritten (1999), câștigător al John Llewellyn Rhys Prize și nominalizat la Guardian First Book Award, căruia îi urmează number9dream (2001), nominalizat la Booker Prize, Atlasul norilor (Cloud Atlas, 2004), roman câștigător al British Book Literary Fiction Award și nominalizat la Booker Prize, Nebula Award și Arthur C. Clarke Award, Black Swan Green (2006) și The Thousand Autumns of Jacob de Zoet (2010), roman nominalizat la Booker Prize și distins cu Commonwealth Writer's Prize. În 2003, David Mitchell apare în antologia Granta a celor mai importanți tineri scriitori englezi, iar în 2007 este inclus de Time Magazine în topul celor mai influente o sută de personalități din lume.
„Fără îndoială, David Mitchell este un geniu." (The New York Times Book Review)
„David Mitchell spune o poveste fundamentală despre bine și rău, iubire și distrugere, începuturi și sfârșituri." (A.S. Byatt)
„Știm că istoria se repetă și din tragedie devine farsă. În Atlasul norilor, David Mitchell o trece, în plus, prin filtrul thrillerului, al utopiei negre, al coșmarului hobbesian." (The Washington Post)

## Publicații
- Ghostwritten. A Novel in Nine Parts. Hodder & Stoughton, London 1999, ISBN 0-340-73974-6.
- number9dream. Hodder & Stoughton, London 2001, ISBN 0-340-73976-2.
- Cloud Atlas. Hodder & Stoughton, London 2004, ISBN 0-340-82278-3.
- Black Swan Green. Hodder & Stoughton, London 2006, ISBN 0-340-82279-1.
- The Thousand Autumns of Jacob de Zoet. Hodder & Stoughton, London 2010, ISBN 978-0-340-92156-2.
- Slade House. Sceptre, London 2015, ISBN 978-1-4736-1668-4

### Alte opere
- 2010: Libretto pentru opera Wake de Klaas de Vries.[16]

## Opere traduse în limba română
- Omul de ianuarie, Editura Humanitas Fiction, 2015, ISBN 9789736899904
- Atlasul norilor, Editura Humanitas Fiction, 2012, ISBN 9789736895470
- Conacul Slade, Editura Humanitas Fiction, 2020, ISBN 978-606-779-747-3
- Visul numărul 9, Editura Humanitas Fiction, 2018, ISBN 978-606-779-304-8

## Premii
- 1999: Mail on Sunday/John Llewellyn Rhys Prize pentru Ghostwritten
- 1999: Guardian First Book Award (finalist)
- 2001: Booker Prize (short list): number9dream
- 2001: James Tait Black Memorial Prize (Finalist)
- 2004: Booker Prize (short list): Cloud Atlas
- 2004: National Book Critics Circle Award Nomination
- 2005: British Book Awards "best read"
- 2010: Booker Prize (long list): The Thousand Autumns of Jacob de Zoet
- 2011: Commonwealth Writers' Prize (regional prize South Asia and Europe) pentru The Thousand Autumns of Jacob de Zoet
- 2011: Nominierung für den Walter Scott Prize for historical fiction pentru The Thousand Autumns of Jacob de Zoet
- 2015: World Fantasy Award